# Український науково-дослідний інститут природних газів

Український науково-дослідний інститут природних газів, м. Харків

Український науково-дослідний інститут природних газів (УкрНДІгаз) — найбільший центр науки газової промисловості України. Інститут здійснює наукове і проектне забезпечення всіх видів діяльності нафтогазового комплексу від підготовки ресурсної бази, пошуку, розвідки родовищ, їх розробки, експлуатації свердловин, видобутку, підготовки, перероблювання сировини, транспортування природного газу до промислового та побутового споживача, екологічної безпеки.

## Статус
Підпорядкований АТ «Укргазвидобування».
За проектами інституту розробляється близько 80 % газових і газоконденсатних родовищ України, створено потужну мережу українських підземних сховищ.
Нова техніка та технології УкрНДІгазу забезпечують ефективну експлуатацію газових покладів на кінцевій стадії розробки; надійну і безперервну роботу української системи магістральних газопроводів і сховищ.